# Lanius collaris
Il Lanius collaris Linnaeus, 1766) è un uccello passeriforme della famiglia Laniidae. Si trova in gran parte dell'Africa sub-sahariana.